# Savignia bureensis
Savignia bureensis är en spindelart som beskrevs av Andrei V. Tanasevitch och Trilikauskas 2006. Savignia bureensis ingår i släktet Savignia och familjen täckvävarspindlar. Inga underarter finns listade i Catalogue of Life.